# Bob DeLaurentis
Bob DeLaurentis é um produtor e roteirista de televisão americano. DeLaurentis escreveu um proposto roteiro para um filme de Doctor Who. Ele tem escrito e produzido várias séries de televisão, incluindo The O.C., Providence e Fargo.